# Société des Amis (Berlin)
La Société des amis, en allemand : Gesellschaft der Freunde, est une organisation caritative juive à Berlin, qui exista de 1792 jusqu'à son interdiction par les nazis en 1935. Ses membres se soutenaient mutuellement en cas de chômage, de pauvreté, de maladie et de décès.

## Histoire
La Gesellschaft der Freunde est fondée le 29 janvier 1792 à l'initiative d'Isaac Euchel, Aaron Halle-Wolfssohn (en), Joseph Mendelssohn, Nathan Oppenheimer et Aron Neo. Au départ, c'est un club de célibataires éclairés qui s'impliquent dans les conflits politiques quotidiens. Vers 1820, elle devient le pôle culturel de la communauté juive et la plus importante association juive de Berlin, dirigée par des personnalités respectées et prospères. Elle a son siège au centre de Berlin, au 35 de la Neue Friedrichstraße, non loin de l'Alexanderplatz et de la synagogue de la Heidereutergasse (en).
Vers 1880, l'association se retire de l'action publique et devient le centre informel des dirigeants de banques privées basées à Berlin, de maisons d'édition, d'entreprises chimiques, électriques et autres. Sous la République de Weimar, on y voit un nombre croissant d'adhérents non juifs. Le 25 novembre 1935, elle est interdite par les nationaux-socialistes.

## Membres (liste non exhaustive)
- Haut – A
- B
- C
- D
- E
- F
- G
- H
- I
- J
- K
- L
- M
- N
- O
- P
- Q
- R
- S
- T
- U
- V
- W
- X
- Y
- Z

## A
- Adolph Abarbanell (1825–1889)
- Adolph Abraham (1824–1904)
- Theodor Abrahamsohn (1862–1941)
- Max Abel (1851–1912)
- Otto Abshagen (1883–1940)
- Salo Adler (1857–1919)
- Gustav Ahrens (1860–1914)
- Jacob Alberty (1811–1870)
- Carl Alexander (1871–1946)
- Joseph Alexander (1809–1885)
- Julius Alexander (1836–1906)
- Fritz Andreae (1873–1950)
- Heinrich Arndt (1789–ca. 1848)
- Max Apt (1896–1957)
- Heinrich Martin Arndt (1787–1871)
- Simon Joel Arnheim (1802–1875)
- Eduard Arnhold (1849–1925)
- Hans Arnhold (1888–1966)
- Caspar Arnstein (1767–1849)
- Adolph Arnstein (1807–1889)
- Manfred Aron (1884–1967)
- Paul Arons (1861–1932)
- Barthold Arons (1850–1933)
- Otto Aschaffenburg (1878–1942)
- Saul Ascher (1767–1822)
- Paul Felix Aschrott (1856–1927)
- Sigmund Aschrott (1826–1915)
- Joseph Aub (1804–1880)
- Baruch Levin Auerbach (1793–1864)
- Leonhard Auerbach (1839–1900)

## B
- Jacob Bacher (1746–1829)
- Leopold Badt (1858–1929)
- Hermann Bamberg (1846–1928)
- Louis M. Bamberger (1837–1917)
- Ernst Friedrich Baschwitz (1869–1943)
- Georg Baschwitz (18754-1942)
- Meyer Samuel Baswitz (1807–1870)
- David Baumgardt (1890–1963)
- Ferdinand Bausback (1884–1948)
- Jacob Herz Beer (1769–1825)
- Georg Beermann (1855–1912)
- Karl Beheim-Schwartzbach (1848–1931)
- Daniel Alexander Benda (1786–1870), 1836 Vorsitzender
- Anton Heinrich Bendemann (1775–1866)
- Felix Benjamin (1871–1943)
- Samuel Bentheim (1758–1819)
- Joseph Berend (1808–1886)
- Bernhard Samuel Berend (1801–1864)
- Ludwig Berliner (1883–1942)
- Aaron Bernstein (1812–1884)
- Siegfried Bieber (1873–1960)
- Abraham Herz Bing (1769–1835)
- Gerson (von) Bleichröder (1822–1893)
- Julius Bleichröder (1828–1907)
- Samuel Bleichröder (1779–1855)
- Alfred Blinzig (1869–1945)
- August Friedrich Bloch (1781–1866)
- Julius Boas (1832–1922)
- Siegmund Bodenheimer (1874–1966)
- Abraham Borchardt (1784–1843)
- Ludwig Borchardt (1863–1938)
- Fritz Bruck (1886–1934)
- Jacob Moses Burg (1784–1840)
- Meno Burg (1789–1853)
- David Bry (1863–1917)

## C
- Moses Caspary (1770–1856)
- David Cassel (1818–1893)
- Wilhelm Cassel (1758–1837)
- Emil Cohn (1832–1905)
- Meyer Cohn (1817–1891)
- Moritz von Cohn (1812–1900)

## D
- Ludwig Delbrück (1860–1913)
- Bernhard Dessau (1861–1923)
- Felix Deutsch (1858–1928)
- Richard Dyhrenfurth (1854–1926)

## E
- Isidor Eisner (1822–1885)
- Heinrich Eisner (1850–1918)
- Hermann Eisner (1897–1977)
- Louis Epenstein (1769–1847)
- Gerhard Eschwe (1765–1839)
- Isaac Euchel (1756/58–1804)
- Carl Emanuel Ezechiel

## F
- Sigmund Feist (1865–1943)
- Hermann Fischer (1873–1940)
- Alexander Flesch (1763–1838)
- Philipp Freudenberg (1833–1919)
- Benoni Friedländer (1773–1858)
- Moses Friedländer (1774–1840)
- Fritz von Friedländer-Fuld (1858–1917)
- Georg Fromberg (1854–1915)
- Joseph Fürst (1794–1859)
- Carl Fürstenberg (1850–1933)

## G
- Eduard Gans (1797–1839)
- Ludwig Geiger (1848–1919)
- Benny Gerson (* 1814)
- David Gerson (* 1815)
- Herrmann Gerson (1813–1861)
- Julius Gerson (* 1821)
- Louis Gerson († 1888)
- Ludwig Max Goldberger (1848–1913)
- Itzig Goldschmidt (1768–1846)
- Jakob Goldschmidt (1882–1955)
- Bruno Güterbock (1858–1940)
- Gustav Güterbock (1820–1910)
- Moritz Güterbock (1802–1875)
- Moritz Gumbinner (1829–1900)
- Ruben Samuel Gumpertz (1769–1851)
- Herbert M. Gutmann (1879–1942)
- Arthur von Gwinner (1856–1931)

## H
- Georg Haberland (1861–1933)
- Carl Hagen (1856–1938)
- Louis Hagen (* 1888)
- Georg Hahn (1864–1953)
- Moritz Hahn (* 1807)
- Oskar Hahn (1860–1907)
- Aaron Halle-Wolfssohn (1756–1835)
- Max Haller (1867–1935)
- James Nathan Hardy (1846–1913)
- Fritz Hartmann (1874–1934)
- Paul von Herrmann (1857–1921)
- Adolph Friedrich Heydemann (1773–1848)
- Aron Hirsch Heymann (1803–1880)
- Carl Heymann (1793–1862)
- Aron Hirsch (1858–1942)
- Julius Eduard Hitzig (1780–1849)
- Arthur Johnson Hobrecht (1824–1912)
- Oscar Huldschinsky (1846–1931)

## I
- Berthold Israel (1868–1935)

## J
- Herrmann Jacobson (1801–1890)
- Israel Jacobson (1768–1828)
- Meyer Jacobson (1789–1877)
- Heinrich Jacoby (1776–1813)
- Max Jaffa (1865–1919)
- Benno Jaffé (1840–1923)
- Israel Lazarus Jaffé (1763–1832)
- Otto Jeidels (1883–1947)
- Isaak Markus Jost (1793–1860)
- Moritz Jutrosinski (1825–1909)

## K
- Ludwig Kastl (1878–1969)
- Ludwig Katzenellenbogen (1877–1944)
- Friedrich Kempner (1892–1981)
- Maximilian Kempner (1854–1927)
- Paul Kempner (1889–1956)
- Kurt von Kleefeld (1881–1934)
- Franz Koenigs (1881–1941)
- Wilhelm Kopetzky (1847–1924)
- Arthur Koppel (1851–1908)
- Leopold Koppel (1854–1933)
- Samuel Kristeller (1820–1900)
- Wilhelm Kuczynski (1842–1918)

## L
- Hans Lachmann-Mosse (1885–1944)
- Eugen Landau (1852–1935)
- Jacob von Landau (1822–1882)
- Kurt Landsberg (1878–1938)
- Moritz Lazarus (1824–1903)
- Joseph Lehmann (1801–1873), 1838 bis 1849 Vorsteher
- Richard Lehmann (1864–1943)
- Benjamin Liebermann (1812–1901)
- Carl Liebermann (1842–1914)
- Josef Liebermann (1783–1860)
- Max Liebermann (1847–1935)
- Adolph Liebermann von Wahlendorf (1829–1893)
- Willy Liebermann von Wahlendorf (1863–1939)
- Ludwig Lesser (1802–1867), 1835–1867 Sekretär der Gesellschaft der Freunde
- Baruch Levin Lindau (1758–1849)
- Isidor Loewe (1848–1910)
- Ludwig Loewe (1837–1886)
- Alfred Hugo Löwenberg (1852–1920)
- Gustav Löwenberg (1824–1904)
- Oscar Loewenberg (1853–1919)
- Hans Luther (1879–1962)

## M
- Meyer Magnus (1805–1883)
- Paul Wilhelm Magnus (1844–1914)
- Salomon Maimon (1753–1800)
- Paul Mamroth (1859–1938)
- Moritz Manheimer (1826–1916)
- Valentin Manheimer (1815–1889)
- Paul Mankiewitz (1857–1924)
- Alexander Mendelssohn (1798–1871)
- Franz von Mendelssohn (1829–1889)
- Franz von Mendelssohn (1865–1935)
- Joseph Mendelssohn (1770–1848)
- Nathan Mendelssohn (1781–1852)
- Robert von Mendelssohn (1857–1917)
- Robert von Mendelssohn (1902–1996)
- Abraham Mendelssohn Bartholdy (1776–1835)
- Otto von Mendelssohn Bartholdy (1868–1949)
- Ernst von Mendelssohn-Bartholdy (1846–1909)
- Paul von Mendelssohn-Bartholdy (1875–1935)
- Albert Philipp Meyer (1834–1899)
- Joel Wolff Meyer (1794–1869)
- Philipp Wolff Meyer (1801–1877)
- Giacomo Meyerbeer (1791–1864)
- Julius Model (1838–1920)
- Moses Moser (1797–1838)
- Eduard Mosler (1873–1939)
- Emil Mosse (1854–1911)
- Max Mosse (1873–1936)
- Rudolf Mosse (1843–1920)
- Salomon Mosse (1837–1903)
- Theodor Mosse (1842–1916)
- Alexander Moszkowski (1851–1934)

## N
- Henry Nathan (1862–1932)
- Aron Neo († 1845)
- Hieronymus Neo († 1850)
- Moritz Neo (1772–1823)

## O
- Carl Daniel (von) Oppenfeld (1800–1871)
- Franz Oppenheim (1852–1929)
- Hugo Oppenheim (1847–1921)
- Mendel Oppenheim (1758–1820)

## P
- Eugen Panofsky (1855–1922)
- Julius Perlis (1874–1935)
- Ludwig Philippson (1811–1889)
- Moritz Plaut (1822–1910)
- Hugo Preuß (1860–1925)
- Hugo Pringsheim (1838–1902)

## R
- Albert Rathenau (1837–1923)
- Emil Rathenau (1838–1915)
- Moritz Rathenau (1800–1871)
- Oscar Rathenau (1850–1926)
- Walther Rathenau (1867–1922)
- Ferdinand Reichenheim (1817–1902)
- Julius Reichenheim (1836–1905)
- Leonor Reichenheim (1814–1868)
- Louis Reichenheim (1806–1882)
- Moritz Reichenheim (1815–1872)
- Robert Remak (1815–1865)
- Peter Theophil Rieß (1804–1883)
- Wilhelm Eduard Rieß (1788–1850)
- Jakob Riesser (1853–1932)
- Ludwig Rintel (1773–1861)
- Samuel Ritscher (1870–1938)

## S
- Gustav Albert Sabersky († 1907)
- Fritz Sabersky (1880–1952)
- Max Sabersky (1840–1887)
- Adolph Salomonsohn (1831–1919)
- Arthur Salomonsohn (1859–1930)
- Hjalmar Schacht (1877–1970)
- Adolph Martin Schlesinger (1769–1838)
- Liebermann Schlesinger (1758–1836)
- Paul Schmidt-Branden (1885–1955)
- Julius Leopold Schwabach (1831–1898)
- Paul Hermann von Schwabach (1867–1938)
- Paul Julius von Schwabach (1902–1937)
- Julius Schwarz (1881–1931)
- Carl Friedrich von Siemens (1872–1941)
- Eduard Georg Simon (1864–1929)
- James Simon (1851–1932)
- Abraham Simonsohn (1774–1825)
- Ernst von Simson (1876–1941)
- Karl Ernst Sippell (1889–1945)
- Curt Sobernheim (1871–1940)
- Moritz Sobernheim (1872–1933)
- Georg Solmssen (1869–1957)
- Emil Georg von Stauß (1877–1942)
- Martin Steinthal (1798–1892)
- Max Steinthal (1850–1940)
- Julius Stern (1820–1883)
- Julius Stern (1858–1914)
- Martin Stettiner (1826–1888)
- Richard Stettiner (1865–1927)
- Wolfgang Straßmann (1821–1885)
- Louis Sussmann-Hellborn (1828–1908)

## T
- Georg Tietz (1889–1953)
- Oscar Tietz (1858–1923)
- Ludwig Traube (1818–1876)

## U
- Franz Ullstein (1868–1945)
- Hans Ullstein (1859–1935)
- Hermann Ullstein (1875–1943)
- Leopold Ullstein (1826–1899)
- Louis-Ferdinand Ullstein (1863–1933)
- Moritz Ulmann (1765–1840)
- Rudolf Ungerleider (1833–1911)

## V
- Eduard Veit (1824–1901)
- Moritz Veit (1808–1864)
- Moritz Daniel Volkmar (1792–1864)

## W
- Hermann Wallich (1833–1928)
- Paul Wallich (1882–1938)
- Meyer Warburg († 1801)
- Marcus Warschauer (1777–1835)
- Robert Warschauer senior (1816–1884)
- Robert Warschauer junior (1860–1918)
- Georg von Wassermann (1901–1973)
- Max von Wassermann (1863–1934)
- Oscar Wassermann (1869–1934)
- Sigmund Wassermann (1889–1958)
- Fritz Wintermantel (1882–1953)
- Michael Wolff (1771–1856)
- Richard Wolffenstein (1846–1919)
- Aaron Halle-Wolfssohn (1756–1835)
- Caesar Wollheim (1814–1882)
- Daniel Israel Wulff (1777–1848)

## Z
- Leopold Zunz (1794–1886)
- Hugo Zwillenberg (1885–1966)